# Hymenophyllum nutantifolium
Hymenophyllum nutantifolium är en hinnbräkenväxtart som beskrevs av Cornelis Rugier Willem Karel van Alderwerelt van Rosenburgh. Hymenophyllum nutantifolium ingår i släktet Hymenophyllum och familjen Hymenophyllaceae. Inga underarter finns listade.